# Булгарија (брод)
Булгарија (рус. Булгария; до фебруара 2010. „Украјина“) је назив за ријечну крстарицу која се потопила 10. јула 2011. на ријеци Волги у Руској Федерацији. Булгарија је приликом потопа превозила 208 путника од којих је 105 страдало у несрећи. 

## Дан жалости у Русији
Председник Руске Федерације Димитриј Медведев је у име Владе 12. јула 2011. прогласио дан жалост и покренуо истрагу несреће.

## Историја
Брод је саграђен 1955. у бродоградилишту Комарно у Чехословачкој под именом „Украјина“. Назив Украјина је носио до фебруара 2010. када је преименован у „Булгарија“. 